# Nupserha annamana
Nupserha annamana är en skalbaggsart som beskrevs av Stefan von Breuning 1960. Nupserha annamana ingår i släktet Nupserha och familjen långhorningar. Inga underarter finns listade i Catalogue of Life.